# Dopravní podnik města České Budějovice
Dopravní podnik města České Budějovice (DPMCB) – spółka akcyjna będąca operatorem miejskiego transportu publicznego w Czeskich Budziejowicach. Przedsiębiorstwo powstało 1 września 1997 r., jego siedziba znajduje się przy ulicy Novohradskiej 738/40 w Czeskich Budziejowicach. Jedynym akcjonariuszem jest miasto Czeskie Budziejowice.
W 2018 r. DPMCB obsługiwał 16 linii autobusowych o całkowitej długości 141 km i 8 linii trolejbusowych o całkowitej długości 67 km. Według stanu z 2018 r. DPMCB dysponował 99 autobusami i 57 trolejbusami, które w ciągu roku przewiozły 47 142 000 pasażerów.

## Struktura organizacyjna
Stan z maja 2020 r.

### Rada dyrektorów
- Przewodniczący: Slavoj Dolejš
- Wiceprzewodniczący: Jaroslav Berka
- Członkowie: Miroslav Houfek, Jiří Kořínek, Jan Mádl

### Rada nadzorcza
- Przewodniczący: Martin Pražák
- Wiceprzewodniczący: Jan Michl
- Członkowie: Petr Kolář, Jan Michl, Rostislav Moric, Jiří Kafka, Michal Šebek, Jiří Šilha, Michal Šimek, Milan Černý